# Lucia Peretti
Lucia Peretti (ur. 14 listopada 1990 w Sondalo) – włoska łyżwiarka szybka, specjalizująca się w short tracku. Brązowa medalistka olimpijska z Soczi.
Zawody w 2014 były jej drugimi igrzyskami olimpijskimi, w 2010 była szósta w sztafecie. W Soczi po medal sięgnęła w biegu sztafetowym.